# Pau Muntadas i Campeny
Pau Muntadas i Campeny   (Igualada, 23 d'octubre de 1797 - 20 d'abril de 1870) va ser un empresari català.

## Biografia
Va néixer el 1797 a la casa dels Muntadas, al carrer de Joan Maragall, 7 d'Igualada, fill de Macià Muntadas i Font, fabricant de draps, i Francesca Campeny i Vallvé.
El 1812, Maties Muntadas havia incorporat el seu primogènit Joan al negoci, però posteriorment es van traslladar a Barcelona, on el 1829 tenien una petita fàbrica de filats i teixits de cotó al carrer de les Tàpies, 9 (antic), aparentment al mateix indret que el seu fill Pau (carrer de la Patacada, 9). El 1839, aquest i els seus germans Josep Antoni, Bernat, Jaume, Ignasi, Isidre i Joan constituïren l'empresa Pau Muntadas i Germans, amb un capital de 145.939 lliures barcelonines i seu al carrer de Sant Jeroni, al mateix emplaçament que l'extingida Maties Muntadas i Fill.
Tanmateix, el 24 de juny de 1840, Pau deixà el negoci, que quedà en mans dels seus germans amb el nom de Muntadas Germans, dirigit per Joan, Isidre i Josep Antoni. Aquell mateix any, va comprar la finca del Monestir de Piedra, situat a l'Aragó, després que quedés afectat per la desamortització de Mendizábal. El seu fill Joan Frederic Muntadas i Jornet va quedar enamorat de l'indret, i el va reformar, afegint camins, accessos i plantes, descobrint el 1860 la gruta Iris, i creant allí el 1867 el primer centre de piscicultura d'Espanya, usant l'aigua del riu Piedra per a criar truita comuna i cranc de riu ibèric.

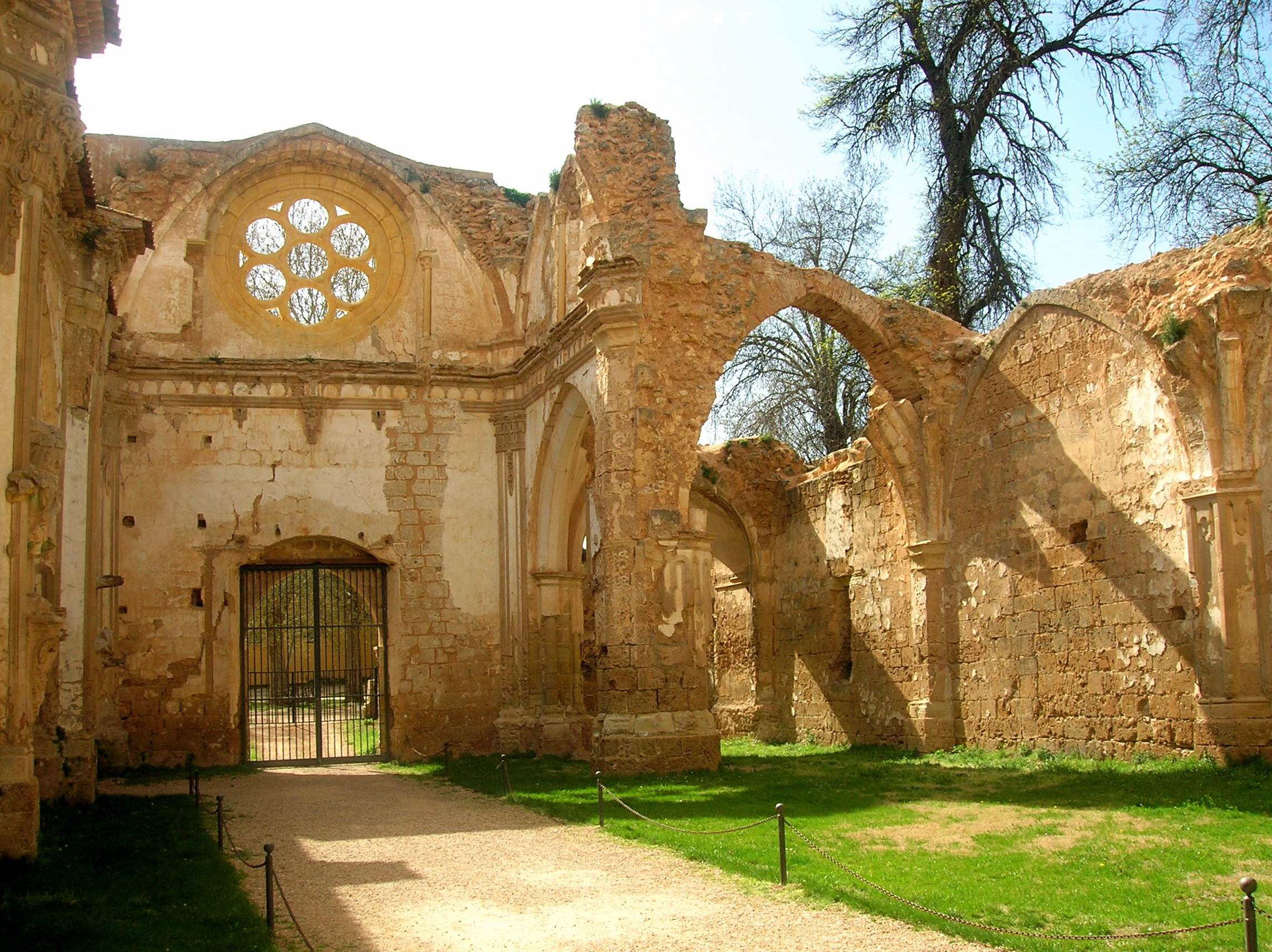
Ruïnes de l'església del Monestir de Piedra

Va continuar vivint a Barcelona, tot fent freqüents viatges a Igualada, i el 1844 fou un dels promotors de la Caixa d'Estalvis i Mont de Pietat de Barcelona, de la qual ocupà un càrrec a la junta de govern fins al 1850. Morí el 1870, i en l'actualitat, a Igualada hi ha un carrer anomenat en el seu honor, i una placa a la seva casa natal.